# Fortunato Baliani
Fortunato Baliani (Foligno, 6 juli 1974) is een Italiaans voormalig wielrenner. 

## Carrière
Baliani werd wielerprof in 1997, toen hij begon bij Kross-Montanari-Selle Italia. Hij bleef bij deze ploeg rijden, ook toen Selle Italia de nieuw hoofdsponsor werd. In 2003 verkaste hij naar Formaggi Pinzolo Fiavè-Ciarrocchi Immobiliare, maar bij deze ploeg hield hij het slechts een jaar vol. Van 2004 tot en met 2007 reed Baliani voor Ceramica Panaria. Voor deze ploeg won hij in 2006 de Subida al Naranco en in 2007 de GP Città di Camaiore. In de GP Camaiore kwam hij bijna gelijk met zijn landgenoot Gabriele Bosisio over de streep, maar de fotofinish wees Baliani aan als winnaar.

## Belangrijkste overwinningen
2006
- Subida al Naranco

2007
- GP Città di Camaiore

2009
- Ronde van Reggio Calabria

2011
- Eindklassement Brixia Tour
- 2e etappe Ronde van Kumano
- 2e etappe Ronde van Kumano

2012
- 4e etappe Ronde van Japan
- Eindklassement Ronde van Japan
- 2e etappe Ronde van Kumano
- Eindklassement Ronde van Kumano
- 4e etappe Ronde van Servië
- Bergklassement Ronde van Servië

2013
- Eindklassement Ronde van Japan

## Resultaten in voornaamste wedstrijden
| Jaar | Ronde van Italië | Ronde van Frankrijk | Ronde van Spanje |
| ---- | ---------------- | ------------------- | ---------------- |
| 2000 | 71e              |                     |                  |
| 2001 | 32e              |                     |                  |
| 2002 | opgave           |                     |                  |
| 2003 | 52e              |                     |                  |
| 2004 | 39e              |                     |                  |
| 2006 | 46e              |                     |                  |
| 2007 | 24e              |                     |                  |
| 2008 | 12e              |                     |                  |

| Jaar | Milaan-San Remo |
| ---- | --------------- |
| 2000 |                 |
| 2001 |                 |
| 2002 |                 |
| 2003 |                 |
| 2004 |                 |
| 2006 | 138e            |
| 2007 | 137e            |
| 2008 |                 |